# Nàn Xỉn
Nàn Xỉn là một xã thuộc huyện Xín Mần, tỉnh Hà Giang, Việt Nam.

## Địa lý
Xã Nàn Xỉn có vị trí địa lý:
- Phía đông, bắc và đông bắc giáp huyện Hoàng Su Phì
- Phía tây giáp Trung Quốc và xã Xín Mần
- Phía nam giáp xã Bản Díu và xã Xín Mần.

Xã Nàn Xỉn có diện tích 2647,37 km², dân số năm 2019 là 3.643 người, mật độ dân số đạt 138 người/km².

## Hành chính
Xã Nàn Xỉn được chia thành 8 thôn, bản: Ma Dì Vảng, Péo Suối Ngài, Chúng Trải, Sả Trải, Thắng Lợi, Đông Chè, Suối Thầu, Đông Lợi.

## Lịch sử
Trước đây, Nàn Xỉn là một xã thuộc huyện Hoàng Su Phì.
Ngày 1 tháng 4 năm 1965, Hội đồng Chính phủ ban hành Quyết định số 49-CP về việc thành lập huyện Xín Mần trên cơ sở tách xã Nàn Xỉn thuộc huyện Hoàng Su Phì.
Ngày 14 tháng 5 năm 1981, Hội đồng Chính phủ ban hành Quyết định 185/1981/QĐ-CP về việc tách các hợp tác xã Đống Chế, Thắng Lợi của xã Bản Phùng và hợp tác xã Sui Thâu của xã Bản Dúi để sáp nhập vào xã Nàn Xỉn.